# Station Grabów Szlachecki
Station Grabów Szlachecki is een spoorwegstation in de Poolse plaats Grabów Szlachecki.